# Занимљива времена
Занимљива времена (енгл. Interesting Times; издат 1994) је седамнаести роман Терија Прачета о Дисксвету.

## Радња
На противтежном континенту, односно Агатејском царству које је високим зидовима опасано и изоловано од остатка Дисксвета, пет моћних породица бори се за превласт, јер се очекује скора смрт цара. Племенити Хонг, који је фаворит за престо, одлучује да победи своје противнике тако што ће изазвати побуну подјармљеног народа и оптужи противкандидате управо за оно што је он учинио, односно издају цара. Пошто постоји легенда која каже да ће се појавити велики чаробњак и створити магичну армију, Фонг чак шаље албатроса писмоношу у далеки град Анк-Морпорк са захтевом да се пошаље такав чаробњак, како би побуна била што реалнија. Избор чаробњака, чланова наставничког већа Невидљивог универзитета, пада на Ринсвинда, најнеспособнијег међу њима. Они користе магију како би га послали/трансмитовали тамо и он се појављује у тренутку који се показује погодан да ослободи већ остарелог Коена варварина из окова Агатејске империје. Ринсвинд се повезује (мада не својом вољом) са побуњеничком Црвеном армијом чије су идеје да преузму власт на миран начин. У Агатејском царству где је све организовано и има свој поредак, почињу занимљива времена; цар, иначе садиста, је на самрти, породице великаша се боре за превласт, богови Дисксвета се играју њиховим судбинама, Црвена армија покушава да дође на власт лепљењем плаката и певањем ослободилачких песама, а Коен варварин уз помоћ своје сребрне хорде (сребрна јер су сви седи и стари) покушава да украде највреднију ствар у царству...

## Цитати
Кад неко необичним сплетом околности избегне сигурну смрт, кажу да је то чудо. Међутим, кад неко погине после застрашујућег следа догађаја- зато што је неко баш ту просуо уље или зато што је ограда баш на том месту била пукла- онда је то такође чудо. То што није лепо, не значи да није чудесно.
Толика оданост треба да вам служи на... како се оно зваше... част. Само тако наставите и видим да вам се смеши унапређење. Сада нас пустите да уђемо иначе ћу пустити ове моје саксијамене да вам одсеку стопала тако да ћете морати да клечите док по улици будете тражили своје главе.